# 楠瀬誠志郎
楠瀬 誠志郎（くすのせ せいしろう、1960年2月9日 - ）は、日本の シンガーソングライター、作曲家、編曲家、ボイストレーナー、発声表現研究家。レッスンスタジオ・Breavo-para主宰。東京都小金井市出身。実弟は、元サッカー選手、サッカー指導者の楠瀬直木。

## 略歴
高校在学中にCMソングを手掛け、プロの音楽家としてキャリアをスタート。学生時代に村上"ポンタ"秀一に弟子入りし、以後幅広くミュージシャンと親交を深めた。他のアーティストのコンサートツアーやレコーディングにコーラスとして参加する傍ら、自身の作曲や他者への楽曲提供も行うようになったく。
1986年にシンガーソングライターとして、CBS・ソニーからメジャー・デビュー。活動は主にアルバム制作と、ライブ（全国5大都市）がメインだった。
メジャーデビュー当初は、山下達郎のようなハーモニーを重視した楽曲が多かったが、3枚目のアルバム『aisA』（エイシア）以降、独自スタイルの楽曲を徐々に増やしていった。
1991年には通算10枚目のシングル「ほっとけないよ」が70万枚の大ヒットを記録、一躍その名を全国区にした。以降“天使の歌声”とも言われる艷やかなヴォーカルと、主に優しく温もりのある楽曲などを制作・歌唱するく。
1994年のシングル『しあわせまだかい』が、TBSの昼ドラ『ぽっかぽか』の主題歌に起用され、ドラマのシリーズ化もあり楽曲が広く愛された。
武部聡志を介して旧知の崎谷健次郎、KATSUMIとともにコーラスグループ"adam"を結成、その楽曲は髙嶋政宏、崎谷、KATSUMIのアルバムに収録されている。日本の叙情歌、童謡、唱歌だけを歌うライブ「うたごよみ」の活動なども行う。音楽家としての活動の他に楽曲提供や編曲などの活動も行っている。
2000年頃に歌手業を休止し、ライブ活動から遠ざかった。
2006年、東京の表参道に自らの事務所であるレッスンスタジオ「こえの学校 Breavo-para」を設立・主宰し、以後ボイストレーナーとしても活動。
2012年夏から、歌手活動を再開。2013年夏、東京stb139でライブを行う。
2023年、発声表現研究家としてボイストレーニングの普及に力を尽くしている。

## 人物

### 作曲に対する考え方
父は声楽家の楠瀬一途（かずみち）で、日本におけるボイストレーニングの草分け的存在とも言われている。3人兄弟の長男として生まれ、元々両親が“長男が生まれたら音楽の道を継がせよう”と考えていたため、幼少期から音楽の英才教育を受けて育った。
本人によると「幼い頃から父に『例えばコーヒーを見たら、これをどう音で表現したらいいか。誰かを見たら、この人をどう音に変えたらいいか』ということを教わった」という。以降日常生活を送りながら「人や物が持つイメージを音に変換する」という癖が自然と身につき、この考え方は曲作りの基礎となった。
1980年代に楽曲提供するようになってからは、上記の考え方を踏まえた独特な作曲方法を取っている。具体的には、アーティスト本人に会って声を聴き、相手の日常の話などを聞いてどういう人物かを知り、頭の中でイメージできた“響き”を実際の音に変換していくというもの。

### 自身が教えるボイストレーニング
父は、他の声楽家や役者など声のプロの人たちにボイストレーニングを指導してきたが、楠瀬が24歳の頃に亡くなった。死の間際の父から、「このボイストレーニングのメソッド（方法）を一般の人にも伝えなさい」と告げられた。
当時本人はシンガーソングライターとしてのキャリアは順調で歌手活動も続けたかったが、「40歳になったら父の後を継いでボイストレーニングの道に進もう」と決意。40歳の誕生日を境に歌手活動を休止し、生前父から教わったボイストレーニングを一般人にも分かりやすく改良し、それを指導するための技術や知識を深めるのに4年間を費やした。
ボイストレーニングスタジオ「こえの学校 Breavo-para」ではオリジナル・メソッド「Breavo-paraメソッド」を用いて、声を扱うプロの人から一般の生徒まで幅広く門戸を開放している。一般の生徒では教師や主婦、企業の管理職など幅広く、トレーニングを教わりたい動機も様々とのこと。

## ディスコグラフィ

### シングル
| #                 | 発売日         | タイトル                             | B面                                                 | 規格        | 規格品番    |
| CBS・ソニー       | CBS・ソニー    | CBS・ソニー                          | CBS・ソニー                                         | CBS・ソニー | CBS・ソニー |
| ----------------- | -------------- | ------------------------------------ | --------------------------------------------------- | ----------- | ----------- |
| 1st               | 1986年4月21日  | 宝島                                 | April rainに微笑みを                                | EP          | 07SH-1766   |
| 2nd               | 1986年12月21日 | PARTY'S OVER                         | Miss you                                            | EP          | 07SH-1863   |
| 3rd               | 1987年4月22日  | 冒険者たち                           | Highwayの憂うつ                                     | EP          | 07SH-1917   |
| 4th               | 1988年5月21日  | Crying In The Sun                    | ASIAN VIEW                                          | EP          | 07SH-3071   |
| 4th               | 1988年5月21日  | Crying In The Sun                    | ASIAN VIEW                                          | 8cmCD       | 10EH-3071   |
| 5th               | 1989年9月21日  | まだ見えない海をさがしてる           | そうか!ふたり!そうか!                               | 8cmCD       | 10EH-3340   |
| 6th               | 1990年4月8日   | 天使達のLesson                       | タンポポのお酒の栓あけたら −リミックスヴァージョン- | 8cmCD       | CSDL-3074   |
| 7th               | 1990年9月21日  | 季節がとうりすぎても                 | 一時間遅れの僕の天使                                | 8cmCD       | CSDL-3159   |
| 7th               | 1990年9月21日  | 一時間遅れの僕の天使                 | 季節がとうりすぎても                                | 8cmCD       | CSDL-3159   |
| Sony Records      |                |                                      |                                                     |             |             |
| 8th               | 1991年6月21日  | 来るなら来い                         | 生まれかわれそうな夏                                | 8cmCD       | SRDL-3299   |
| 9th               | 1991年10月25日 | 熱い風/いつも二人で                  |                                                     | 8cmCD       | SRDL-3387   |
| 10th              | 1991年11月15日 | ほっとけないよ                       | ありがとう                                          | 8cmCD       | SRDL-3398   |
| 11th              | 1992年5月21日  | 君と歩きたい/雨の日も、晴れの日も    |                                                     | 8cmCD       | SRDL-3463   |
| 12th              | 1992年7月22日  | とっておきの季節                     | かなしいよろこび −誰かを好きになると-               | 8cmCD       | SRDL-3507   |
| 13th              | 1992年11月1日  | 星が見えた夜                         | I LOVE YOUをもう一度                                | 8cmCD       | SRDL-3553   |
| 14th              | 1993年10月1日  | 僕がどんなに君を好きか、君は知らない | CRAZY for You                                       | 8cmCD       | SRDL-3739   |
| 15th              | 1994年1月21日  | そばにいてほしいから、嘘も           | そよ風のピアノ                                      | 8cmCD       | SRDL-3774   |
| Kitty Records     |                |                                      |                                                     |             |             |
| 16th              | 1994年6月1日   | しあわせまだかい                     | 恋愛が感情に変っても                                | 8cmCD       | KTDR-2100   |
| 17th              | 1995年6月21日  | Believe                              | キッチンカーニバル                                  | 8cmCD       | KTDR-2129   |
| 18th              | 1995年9月1日   | しあわせまだかい 〜Remix〜           | 終わるね、夏が 〜ヴィニエットガール〜               | 8cmCD       | KTDR-2134   |
| 18th              | 1995年9月1日   | しあわせまだかい 〜Remix〜           | 恋愛が愛情に変っても                                | 8cmCD       | KTDR-2134   |
| Kitty Enterprises |                |                                      |                                                     |             |             |
| 19th              | 1995年11月1日  | カナリア                             | 手をつないでいて                                    | 8cmCD       | KTDR-2140   |
| 20th              | 1996年1月25日  | 2月1日,晴れ                          | Love You Eternally (Japanese Version)               | 8cmCD       | KTDR-2147   |
| 21st              | 1996年12月9日  | しあわせまだかい/いつかきっと…       |                                                     | 8cmCD       | KTDR-2171   |
| Sony Records      |                |                                      |                                                     |             |             |
| 22nd              | 1997年6月1日   | 真夏のClip                           | 百の証拠、千の弁明                                  | 8cmCD       | SRDL-4355   |
| 23rd              | 1997年11月21日 | 天使の消えた聖夜                     | きっとまた逢えるから                                | 8cmCD       | SRDL-4428   |

### デュエット・シングル
| 名義                   | 発売日        | タイトル                          | c/w                             | 規格  | 規格品番  | 発売元                                       |
| ---------------------- | ------------- | --------------------------------- | ------------------------------- | ----- | --------- | -------------------------------------------- |
| 本田美奈子・楠瀬誠志郎 | 1995年11月5日 | Fall in love with you-恋に落ちて- | あなたとI love you (本田美奈子) | 8cmCD | PHDL-1040 | マーキュリー・ミュージックエンタテインメント |

### 配信限定シングル
| 発売日         | タイトル                                            | レーベル                 |
| -------------- | --------------------------------------------------- | ------------------------ |
| 2019年12月5日  | Christmas Moon                                      | Shoots and Tone          |
| 2021年10月27日 | 遠くに 近くに                                       | SHOOTS&TONE              |
| 2022年3月23日  | ほっとけないよ / とっておきの季節 (とき) BESTタッグ | Sony Music Entertainment |
| 2022年5月20日  | 君に出逢えて、ありがとう。                          | SHOOTS&TONE              |

### アルバム

#### オリジナル・アルバム
|                      | 発売日         | タイトル                             | 規格        | 規格品番    |
| CBS・ソニー          | CBS・ソニー    | CBS・ソニー                          | CBS・ソニー | CBS・ソニー |
| -------------------- | -------------- | ------------------------------------ | ----------- | ----------- |
| 1st                  | 1986年4月21日  | 宝島                                 | LP          | 28AH-2025   |
| 1st                  | 1986年4月21日  | 宝島                                 | CD          | 32DH-0431   |
| 2nd                  | 1987年4月22日  | 冒険者たち                           | LP          | 28AH-2166   |
| 2nd                  | 1987年4月22日  | 冒険者たち                           | CD          | 32DH-0651   |
| 3rd                  | 1988年6月1日   | aisA                                 | LP          | 28AH-2166   |
| 3rd                  | 1988年6月1日   | aisA                                 | CD          | 32DH-5054   |
| 4th                  | 1989年10月21日 | 僕がどんなに君を好きか、君は知らない | CD          | CSCL-1020   |
| 5th                  | 1990年7月21日  | いつも逢えるわけじゃないから         | CD          | CSCL-1469   |
| Sony Records         |                |                                      |             |             |
| 6th                  | 1991年8月23日  | 数千の星                             | CD          | SRCL-2126   |
| 7th                  | 1992年9月21日  | 素晴らしい恋をしよう                 | CD          | SRCL-2470   |
| Kitty Records        |                |                                      |             |             |
| 6th                  | 1994年10月26日 | ヴィーナスと恋泥棒                   | CD          | KTCR-1288   |
| Kitty Enterprises    |                |                                      |             |             |
| 7th                  | 1995年11月25日 | 'Eternally'                          | CD          | KTCR-1352   |
| Sony Records         |                |                                      |             |             |
| 8th                  | 1997年6月21日  | HOLIDAY                              | CD          | SRCL-3980   |
| ベルウッド・レコード |                |                                      |             |             |
| 9th                  | 2001年11月5日  | ぼくはここにいる                     | CD          | BZCS-1007   |

#### ミニ・アルバム
|              | 発売日         | タイトル           | 規格         | 規格品番     |
| Sony Records | Sony Records   | Sony Records       | Sony Records | Sony Records |
| ------------ | -------------- | ------------------ | ------------ | ------------ |
| 1st          | 1997年12月12日 | Seven Winter Songs | CD           | SRCL-4151    |
| SHOOTS&TONE  |                |                    |              |              |
| 2nd          | 2017年5月10日  | LET'S SWEET GROOVE | CD           | SHTO-2       |

#### ベスト・アルバム
|                              | 発売日         | タイトル                            | 規格         | 規格品番     |
| Sony Records                 | Sony Records   | Sony Records                        | Sony Records | Sony Records |
| ---------------------------- | -------------- | ----------------------------------- | ------------ | ------------ |
| -                            | 1988年         | Quiet Afternoon（NOT FOR SALE）     | CD           | XDDH-93012   |
| 1st                          | 1991年12月12日 | さよなら、また明日                  | CD           | SRCL-2263    |
| 2nd                          | 1994年5月21日  | 夏がくると思い出す                  | CD           | SRCL-2906    |
| 3rd                          | 1994年9月21日  | ずっと、ずっと…                     | CD           | SRCL-2989    |
| Kitty Enterprises            |                |                                     |              |              |
| 4th                          | 1996年12月21日 | しあわせまだかい                    | CD           | KTCR-1406    |
| キティMME                    |                |                                     |              |              |
| 5th                          | 2001年12月19日 | スーパー・バリュー 楠瀬誠志郎       | CD           | UMCK-8006    |
| Sony Music Direct / GT music |                |                                     |              |              |
| 6th                          | 2004年8月4日   | 楠瀬誠志郎 ゴールデン☆ベスト        | CD           | MHCL-392/3   |
| ユニバーサルミュージック     |                |                                     |              |              |
| 7th                          | 2005年11月9日  | 楠瀬誠志郎 ベスト10                 | CD           | UPCY-9035    |
| Sony Music Direct / GT music |                |                                     |              |              |
| 8th                          | 2019年6月26日  | Single collection and Something New | Blu-spec CD2 | MHCL-30604/5 |

### 参加楽曲
| 発売日         | 商品名                           | 歌           | 楽曲                             | 備考                                              |
| -------------- | -------------------------------- | ------------ | -------------------------------- | ------------------------------------------------- |
| 1984年8月10日  | Guitar Monster Vol.1             | 来生たかお   | 「これから始まる物語」           | コーラスアレンジを担当し、コーラス参加。          |
| 1987年2月26日  | PSY・S Presents "Collection"     | PSY・S       | 「風の中で」                     | コーラス参加。                                    |
| 1987年6月11日  | Summer Lounge                    | 楠瀬誠志郎   | 「Night Skater」                 | ボーカル参加。                                    |
| 1989年11月25日 | SOMETHING ELSE                   | 来生たかお   | 「TIME IS A KILLER」             | コーラス参加。                                    |
| 1991年4月21日  | ambivalence                      | 崎谷健次郎   | 「1980年の放課後」               | コーラス参加。                                    |
| 1996年7月8日   | TODAY IS ANOTHER DAY             | ZARD         | 「突然」                         | コーラス参加。                                    |
| 1996年7月24日  | Happy!Happy!Happy!               | 國府田マリ子 | 「9月の夏休み」                  | コーラスアレンジを担当し、コーラス参加。          |
| 1996年9月21日  | with friends                     | CHAKA        | 「Loving Feet-恋する右足、左足」 | コーラス参加。                                    |
| 1997年6月21日  | Groovin' Blue                    | 中山美穂     | 「PRECIOUS LOVE」                | コーラス参加。                                    |
| 2006年3月24日  | コカ・コーラCMソング集Super More | 楠瀬誠志郎   | 「Coke is it! '86 図書館編」     | コカ・コーラ『Coke is it!』CMソング（1986年起用） |
| 2010年12月15日 | はっぴいえんどに捧ぐ+            | 楠瀬誠志郎   | 「夏なんです」                   | ボーカル参加。                                    |

## タイアップ一覧
| 年     | 曲名                                  | タイアップ                                       | 収録作品                                      |
| ------ | ------------------------------------- | ------------------------------------------------ | --------------------------------------------- |
| 1986年 | PARTY'S OVER                          | ネッスルCANコーヒー イメージソング               | シングル「PARTY'S OVER」                      |
| 1987年 | 冒険者たち                            | TVK『ぶらり!風気分』テーマソング                 | シングル「冒険者たち」                        |
| 1988年 | Crying In The Sun                     | 伊藤園「ウーロン茶」CMテーマソング               | シングル「Crying In The Sun」                 |
| 1989年 | まだ見えない海をさがしてる            | ダイハツ「シャレード」TVCFイメージソング         | シングル「まだ見えない海をさがしてる」        |
| 1990年 | 満員電車は夏の気配                    | ソニー「Handycam45」CFソング                     | アルバム「いつも逢えるわけじゃないから」      |
| 1990年 | 季節がとうりすぎても                  | カネボウ食品「季節のデザート」CFソング           | シングル「季節がとうりすぎても」              |
| 1990年 | 一時間遅れの僕の天使～Lately X'mas～  | ソニー「Handycam45」CFソング                     | シングル「季節がとうりすぎても」              |
| 1991年 | 熱い風                                | マレーシア航空 TV-CFイメージソング               | シングル「熱い風/いつも二人で」               |
| 1991年 | いつも二人で                          | 明治製菓「チョコレート・ティラミス」CFソング     | シングル「熱い風/いつも二人で」               |
| 1991年 | ほっとけないよ                        | TBSテレビ系TVドラマ『ADブギ』主題歌              | シングル「ほっとけないよ」                    |
| 1992年 | 君と歩きたい                          | 共同石油「GP-1プラス」CMイメージソング           | シングル「君と歩きたい/雨の日も、晴れの日も」 |
| 1992年 | 雨の日も、晴れの日も                  | 日本テレビ系アニメ『ヨーヨーの猫つまみ』主題歌   | シングル「君と歩きたい/雨の日も、晴れの日も」 |
| 1992年 | とっておきの季節                      | スズキ「アルト」CMイメージソング                 | シングル「とっておきの季節」                  |
| 1992年 | 星が見えた夜                          | 日本テレビ系ドラマ『いとこ同志』主題歌           | シングル「星が見えた夜」                      |
| 1994年 | そよ風のピアノ                        | FM NACK5『KeepGreen』キャンペーンソング          | シングル「そばにいてほしいから」              |
| 1994年 | しあわせまだかい                      | TBS系愛の劇場『ぽっかぽか』主題歌                | シングル「しあわせまだかい」                  |
| 1994年 | 恋愛が感情に変っても                  | TBS系愛の劇場『ぽっかぽか2』挿入歌               | シングル「しあわせまだかい」                  |
| 1995年 | Believe                               | テレビ朝日系『邦子がタッチ!』オープニングテーマ  | シングル「君と歩きたい/雨の日も、晴れの日も」 |
| 1995年 | Believe                               | テレビ朝日『夢ディア』主題歌                     | シングル「君と歩きたい/雨の日も、晴れの日も」 |
| 1995年 | Believe                               | 日産「サファリ・アベニール・ミストラル」CMソング | シングル「君と歩きたい/雨の日も、晴れの日も」 |
| 1995年 | しあわせまだかい 〜Remix〜            | TBS系愛の劇場『ぽっかぽか2』主題歌               | シングル「しあわせまだかい 〜Remix〜」        |
| 1995年 | 終わるね、夏が 〜ヴィニエットガール〜 | “箱根小涌園”CMイメージソング                     | シングル「しあわせまだかい 〜Remix〜」        |
| 1995年 | Fall in love with you-恋に落ちて-     | TBS系『ウェディングベル』エンディングテーマ      | シングル「Fall in love with you-恋に落ちて-」 |
| 1995年 | face to face                          | 野村證券 CMソング                                | アルバム「Eternally」                         |
| 1996年 | 2月1日,晴れ                           | テレビ東京系『風にタッチ』エンディングテーマ     | シングル「2月1日,晴れ」                       |
| 1996年 | しあわせまだかい 〜New Remix〜        | TBS系全国ネット愛の劇場『ぽっかぽか3』主題歌     | シングル「しあわせまだかい/いつかきっと…」    |
| 2001年 | 道                                    | 大東建託 CMソング                                | アルバム『ぼくはここにいる』                  |
| 2001年 | HAPPY 〜7番地の楽園〜                 | デサント・マンシングウェア CMソング              | アルバム『ぼくはここにいる』                  |

## ヘヴィー・ローテーション/パワープレイ

### ラジオ
| 年     | 曲名         | ラジオヘヴィー・ローテーション/パワープレイ                                  |
| ------ | ------------ | ---------------------------------------------------------------------------- |
| 1992年 | 星が見えた夜 | ABCラジオ『ABCミュージックパラダイス』1992年11月度ミューパライチ押しナンバー |

## 楽曲提供作品
- 武田久美子「夢の飛行船」（1984年）
- 井上麻衣「舞姫」（1984年）
- 秋本奈緒美「MY FRIEND」（1984年）
- 大杉久美子「うみへいったよ」（1984年）
- 橋本実加子「蒼いときめき」（1985年）
- 伊藤美奈子「PORTRAIT」（1985年）
- ハイ・ファイ・セット
  - 「Elevator Town」（1986年）
  - 「夏のフィオーレ」（1987年）
  - 「Pink Sand Dune」（1988年）
  - 「Promised Land」（1991年）
- 小森まなみ「HAPPY BIRTHDAY」（1987年）
- 須藤薫「初恋は何度でも」（1988年）
- 藤谷美紀「君の名前」（1989年）
- 森山良子「日だまりの時間」（1989年）
- 山口由子「COME ON!」（1989年）
- GWINKO「Bubbly Girl」（1989年）
- 薬師丸ひろ子
  - 「手をつないでいて」（1990年）
  - 「留守番電話のHAPPY BIRTHDAY」（1991年）
- 小川範子「ひとみしりangel〜天使たちのLesson〜」（1990年※楠瀬自身は通算7枚目のシングル「天使達のLesson」のタイトルでリリース）
- 越智静香「ONE MILEの片想い」（1990年）
- 吉田真里子
  - 「いつだってどこでだって」・「今の気持ちを忘れないで」（共に1990年）
  - 「雨あがり」・「淋しい翼」（共に1990年）
- アニメ『めぞん一刻』「ずっとほほえんでいてくれた」（1990年）
- KATSUMI「安心という名の欲望」（1990年）
- 森川美穂「失恋旅行」（1991年）「新しい季節」（1992年）
- 田原俊彦「思い出に負けない」（1992年）
- 千堂あきほ「二人」（1992年）
- 沢田研二「太陽のひとりごと」（1992年）
- 髙嶋政宏「哀しみはオネスティ」（1992年）
- 西田ひかる「好きだと言われた」（1992年）
- 和久井映見「おかえりなさい」（1992年）
- 鈴木ユカリ「夢見る年頃」（1992年）
- 相馬裕子
  - 「リフレイン」「星が見えない夜」（共に1992年）
  - 「私をつかまえて」（1993年）
  - 「いっしょに暮らそう」「遠い約束」（共に1994年）
- 浅香唯「Walking with you」（1993年）
- ribbon「BE MY DIAMOND」（1993年）
- Wink「Made In Love」（1993年）
- SMAP「君が何かを企んでいても」（1994年）
- 吉田栄作「丘の上の鐘」（1994年）
- 裕木奈江「めかくし」「鏡の中の私」（1994年）
- ビリー・バンバン「君には君しかないのだから」（1994年）
- 奥菜恵「あなたが好きだから」（1995年）
- 内田有紀「北風と太陽」（1995年）
- 本田美奈子「幸せ届きますように」（1995年）
- 椎名へきる「Kissが足りない」（1995年）
- 大塚純子「Tears & Velvet」（1995年）
- 河相我聞「Forever You」（1996年）
- 佐藤敦啓「a piece of my love」（1996年）
- 永井みゆき「幸せの合図」（1996年）
- 久川綾「この遊歩道（みち）が終わるまでに」（1996年）
- 水谷優子「うちにおいでよ」（1996年）
- CHAKA「Loving Feet-恋する右足、左足」（1996年）
- 大竹しのぶ「きっと嬉しい」（1996年）
- 工藤静香
  - 「ずっと」「SEASIDE」「color」（1999年）
- 米良美一「Blue,Red and Green」（1999年）
- 金月真美「真夏の扉」（2000年）
- 丹下桜「ひとつだけ」（2000年）
- 井上あずみ「さがしにゆこうよ!!」（2002年）
- 速水奨
  - 「Sherry Dance」「夢の破片」（共に2002年）
- 及川奈央「謝・謝Shake」（2006年）
- 山本潤子「明日への翼」（2007年）
- 佳川奈未
  - 「TRUE LOVE」「MESSAGE」（共に2007年）
- 兵庫ケンイチ
  - 「ひとりじゃないね」（2007年、「北島ウインクハート」主題歌）
  - 「わすれない〜約束〜」（2009年、TBSテレビ『ひるおび!』6月期エンディングテーマ）
  - 「きっと何処かで〜You are my frends〜 feat.三ツ木清隆」（2010年※6thアルバム『数千の星』よりカバー）
- 三ツ木清隆「きっと何処かで〜You are my frends〜feat.兵庫ケンイチ」（2010年※6thアルバム『数千の星』よりカバー）

### その他
ニッポン放送『ショウアップナイター』ジングル（1980年代中盤〜後半）